# Command & Conquer: Red Alert 3
Command & Conquer: Red Alert 3 — відеогра, стратегія у реальному часі, розроблена EA Los Angeles і видана Electronic Arts. Гра була анонсована 14 лютого 2008 року, випущена для ПК на базі Microsoft Windows 28 жовтня того ж року в США і через три дні в Європі. Версії для Xbox 360 та Playstation 3 були видані 11 листопаду та 21 січня 2009 року відповідно. Офіційне самостійне доповнення Command & Conquer: Red Alert 3 - Uprising було видане через цифрову дистрибуцію у березні 2009 року.
Події гри відбуваються в альтернативній історії, де Другої Світової війни не існувало, натомість відбулася війна між Радянським Союзом і Північноатлантичним Альянсом. Зазнавши поразки, радянські політики користуються машиною часу, щоб змінити історію і забезпечують перевагу Союзу у війні. Але історія змінилася і в іншому — утворилася могутня й агресивна Японська імперія.
Red Alert 3 використовує відеовставки з живими акторами і пародіює численні штами з фільмів та інших відеоігор про США, СРСР і Японію.

## Ігровий процес

База і війська Альянсу

### Основи
Red Alert 3 ігровою механікою та інтерфейсом подібна на випущену раніше Command & Conquer 3.Основними нововеденнями Red Alert 3 порівняно з другою частиною є тривимірна графіка, додавання повноцінної третьої сторони, Японської імперії, кооперативна кампанія, а також будівництво на воді.
Гравець розбудовує базу, збирає ресурси і наймає війська для знищення противника. На початку він володіє мобільною будівельною технікою (МБТ), навколо якої розміщені рудні шахти і територія, всередині якої можливе будівництво бази зі спеціалізованих будівель. МБТ здатна згортатися і розгортатися, але в пересувній формі не здатна будувати. Щоб створити споруду, гравець спершу замовляє її, а потім розміщує в потрібному місці на рівній землі або воді.
Ресурси забираються вантажівками з шахт, а потім перетворюються на кредити, що використовуються для будівництва й замовлення армії. Рудники з часом вичерпуються, але на карті можна знайти додаткові, а також захопити допоміжні споруди, такі як спостережні пости. Крім того функціонування будівель вимагає електроенергії, яка виробляється електростанціями.
Непотрібні будівлі можна продати або знеструмити, а пошкоджені відремонтувати за кредити. Нові бойові одиниці відкриваються в міру впровадження відповідних вдосконалень або зведення ключових споруд.
Війська поділяються на піхоту, наземну техніку, флот і авіацію. Деякі бойові одиниці спеціалізовані, наприклад ракетники ефективні проти машин і будівель, але майже марні проти піхоти. Інженери слугують для захоплення ворожих і нейтральних будівель, але не воюють особисто. Підвищивши звання шляхом знищення ворогів, бойова одиниця сильнішає, а на найвищому званні героя здоров'я/міцність самовідновлюється. Місцями трапляються контейнери, що можуть полікувати/поремонтувати юніта, підвищити його звання чи дати ресурси. Кожна з протиборчих сторін має суперзброю, яка дає особливі переваги в бою, проте довго заряджається і дорого коштує. Розташування суперзброї автоматично відкривається ворогу, щойно вона збудована.
Проходження кампаній кооперативне — кожна місія грається разом з союзником, або під керівництвом комп'ютера, або іншого гравця. Обидві команди розділяють спільний дохід. Кампанія має дев'ять місій для кожної сторони. Сюжетні лінії кожної зі сторін є взаємовиключними, на відміну від Tiberium Wars і доповнення Uprising.
Кожна сторона має в своєму розпорядженні «секретні розробки» — спеціальні можливості, такі як економічні бонуси, орбітальні удари чи отримання підкріплень. Вони стають доступні в міру набору балів, що зростають під час боїв. Є три напрямки розробок, де для отримання більш руйнівних/технологічних необхідно попередньо розблокувати слабші. Секретні розробки доступні тільки поки ціла МБТ, причому захоплення ворожого центру бази не дає ворожих розробок. Їх застосування безкоштовне, але після кожного разу надана здатність повинна перезараджатися. Разом з іконками суперзброї, іконки таких здатностей виносяться на панель зліва. Загальна напруга на полі бою оцінюється «лічильником загрози». Від його рівня залежить швидкість набору балів секретних розробок і отримання досвіду військами.

### Фракції
Альянс. Об'єднання найсильніших демократичних країн Західної Європи й США, сформоване для протидії Радянському Союзу. Альянс вразливий на ранніх етапах гри, оскільки споруди довго замовляються, а початкові війська досить сильні, проте дорогі. Та за високого рівня розвитку бази він володіє потужними військами, зокрема Альянс має найсильнішу та найрізноманітнішу авіацію. Для кожної бази її технологічний рівень слід підіймати окремо в МБТ шляхом купівлі «кодів доступу».
Юніти: Атакуючий пес, Інженер, Миротворець, Солдат із «Джевеліном», Шпигун, Таня; Амфібія «Течія», БМП, Танк «Охоронець», Танк «Міраж», Випромінювач «Афіна», Вантажівка «Старатель», МБТ; Бомбардувальник «Оборонець», Кріокоптер, Винищувач «Аполлон», Тактичний бомбардувальник «Центуріон»; Дельфін, Судно на підводних крилах, Штурмовий крейсер, Авіаносець.
Радянський Союз. Тоталітарна держава, що прагне панування комуністичної ідеології в усьому світі. Послуговується погано тренованими, але численними й дешевими військами, зате сильною бронетехнікою. Радянський Союз має найвищу швидкість розбудови бази, споруди одразу по замовленню розташовуються на місці, після чого якийсь час добудовуються. Фракція може зводити крани, що забезпечують додаткову чергу будівництва та можуть ремонтувати техніку, та засновувати аванпости, навколо яких створювати допоміжні бази. Разом із тим отримання найсильніших бойових одиниць обмежене необхідністю побудови дорогих споруд.
Юніти: Бойовий ведмідь, Військовий інженер, Призовник, Боєць ПВО, Тесла-піхотинець, Наташа; Дрон-підривник, Крокуюча турель «Серп», Танк «Молот», Надважкий танк «Апокаліпсис», Ракетний комплекс V4, Розкладний аванпост «Спутнік», Збирач руди, МБТ; Гелікоптер «Двосічний», Винищувач МіГ, Дирижабль «Кіров»; Катер «Скат», Транспорт-амфібія «Жаба-бик», Субмарина «Акула», Дредноут.
Японська імперія. Поєднує багатовікові традиції і високі технології, маючи найсильнішу піхоту. Японці можуть будувати в будь-якому місці, споруда випускається МБТ у вигляді рухомого наноядра, що швидко розкладається в готову споруду в потрібному місці. Наноядра швидко замовляються, проте дорогі та вразливі. Технологічний розвиток підвищується в кожній споруді поокремо. Деякі бойові одиниці здатні трансформуватися. Так, юніт «Тенґу» може бути і крокуючим мехом і літаком. З іншого боку, Японська імперія не має самостійної авіації, а лише літаючі режими наземних і водних машин.
Юніти: Дрон «Спалах», Інженер, Імперський воїн, Танкобій, Шінобі, Ракетний янгол, Юріко Омега; Мех/літак «Тенґу», БТР «Каґе», Танк-амфібія"Цунамі", Мех/Гелікотер «Striker-VX», Мех «Цар оні», Хвильова артилерія, Збірник руди, МБТ, Наноядро; Міні-субмарина «Ярі», Бомбардувальник/субмарина «Морське крило», Крейсер «Наґіната», Лінкор «Сьоґун».

## Сюжет
Після фіналу Command & Conquer: Red Alert 2 за Альянс Радянський Союз зазнав поразки, а генсек Романов спробував втекти, але потрапив у полон. В охопленій протестами Москві генерал Микола Крюков та полковник Анатолій Черденко користуються секретною розробкою — машиною часу під Кремлем, розробленою фізиком Зелінським. Вони вирушають до Брюсселя 1927 року на Міжнародну конференцію з фізики і вбивають Альберта Ейнштейна, тим самим змінюючи майбутнє — Альянс тепер не отримає розробок вченого. Повернувшись до сучасності, генерал Крюков виявляє, що Черденко прем'єр Радянського Союзу, який близький до повного завоювання Європи. Однак, у зміненій історії виникла Японська імперія, яка оголосила війну СРСР і Альянсу, прагнучи світового панування. Крюков віддає наказ атакувати Японію ядерною зброєю, але його просто не розуміють — без Ейнштейна ядерну зброю не винайшли. Світ занурюється в тристоронню війну.
Радянський Союз
Гравець бере на себе роль новопризначеного радянського командира. Паралельно на інших фронтах та разом з гравцем за Союз воює генерал Крюков, який сильно переоцінює власну важливість. Першим завданням стає знищити японські сили в Ленінграді, «символі Радянського Союзу», в чому допомагають снайпер Наташа та полковник Олег Водник. Тим часом японці прямують до Москви. На їхньому шляху знаходиться ракетний стартовий комплекс, замаскований під цирк, який і слід захистити. Для остаточного відбиття нападів залишається повернути Владивосток, де стоїть захоплений флот.
Згодом новообраний президент США Акерман виступає проти СРСР, згуртувавши навколо себе найобдарованіших військових. Череденко віддає наказ привести напад в Женеві, де знаходяться банки, чим підірвати зростаючу могутність Альянсу. На острові Міконас розробляється секретна зброя, яку слід захопити раніше, ніж противник її використає. Тільки-но віддавши такий наказ, Череденко зазанає замаху на своє життя, але виживає. Боротьба з Альянсом в Європі сягає кульмінації, їхня найсильніша база знаходиться в Ісландії. Після перемоги гравець стає генералом і йому доручається вбити імператора Японії. Крюкова ж усувають як зрадника. Зелінський зв'язується з гравцем, розповідаючи про зміну історії.
СРСР вторгається до Японії, щоб убити імператора Йоширо в його палаці на горі Фудзі. Попри початкові невдачі, командир успішно перемагає трьох імперських командирів і вбиває імператора на борту його бойового меха, після чого Японія стає Японською Соціалістичною Республікою.
Прем'єр наказує командиру вирушити на острів Пасхи, щоб влаштувати пастку для союзників під виглядом підписання мирного договору. Але коли це вдається здійснити, Череденко віддає наказ знищити гравця, оскільки він тепер загроза для прем'єра. Коли атаку вдається відбити, відкривається, що Череденко сам організував замах на себе, щоб підставити Крюкова і, ймовірно, вбив Зелінського. Базу прем'єра і його самого стараннями гравця знищують. Але в цей час Альянс як ніколи ослаблений і розділений, командир починає остаточне вторгнення на Нью-Йорк, і символічно знищує Статую Свободи. Війна закінчується тим, що гравець стає наступним Прем'єром.
Альянс
Війська СРСР захопили Європу і протистоїть їм тільки Велика Британія, відбиваючи атаку за атакою. Гравець бере на себе роль новопризначеного головнокомандувача, який повинен відбити чергове радянське вторгнення до Великої Британії. Коли це здійснюється, відкривається шлях до Франції. Там необхідно відбити порт і звільнити поленених лідерів Альянсу при допомозі спецагента Тані. Рядянські війська відступають до Німеччини. В цей час Японія користується ослабленням обох сторін і розміщує в Атлантиці плавучі фортеці. Альянсу доводиться укласти перемир'я з СРСР. Об'єднані сили руйнують фортеці в Гібралтарі і Північному морі.
Президент США Акерман, який не схвалював такої коаліції, намагається знищити Москву з лазерного супутника, керованого з гори Рашмор. Командир Альянсу перемагає сили Аккермана і самого президента.
Коаліція планує спільну атаку на Токіо, щоб стерти з лиця землі все керівництво імперії одним ударом. Ця критична битва ускладнюється, коли радянські війська залишають Альянс напризволяще. Попри величезні труднощі, командир перемагає знову, знищивши сили імперії.
Доктор Зелінський інформує Альянс про машину часу і підготовку вторгнення з Куби. Виявивши, що СРСР побудували секретні ангари дирижаблів під спортивними аренами, командир Альянсу викорінює радянські війська на Кубі, перешкоджаючи спеціально модифікованим дирижаблям «Кіров» покинути повітряний простір острова.
Після цього командир і його сили переміщуються в Ленінград, аби притягнути радянських лідерів до відповідальності. Черденко і Крюков намагаються втікти на ракеті, але потрапляють в полон і поміщаються до кріо-в'язниці. Віце-президент Сполучених Штатів стає президентом, на публічному виступі вибачаючи Акермана.
Японська імперія
Стратегія імператора Йоширо передбачає удари по символічних об'єктах, таких як важливі пам'ятники, щоб зламати бойовий дух ворога. З іншого боку, син імператора, принц Татцу, виступає за прямі удари по істинних військових цілях. Першою ціллю стає невелике російське місто під час святкування Нового року. Після цього імператор наказує атакувати Сталінград, зруйнувавши тамтешні пам'ятники. Новою ціллю повинна стати Одеса, в якій знаходиться Крюков. Обґрунтованість стратегії імператора проте незабаром оскаржена Татцу. Альянс готує атаку на Перл-Гарбор і на одну з плавучих фортець в Тихому океані, що відкриє шлях до Японії. Обидва напади відбиваються і японці захоплюють Голлівуд, центр пропаганди Альянсу.
Змінивши президента Акермана на андроїда-двійника, імператор дізнається про експеримент Зелінського і подорожі в часі Черденко. Це розчаровує Імператора, який вірив в божественне покровительство Японії. Він здає керівництво військовими імперії своєму синові. Під командуванням Татцу, спільне Альянсо-радянське вторгнення в Йокогаму відбивається. В цьому бере участь спецагент Юріко з паранормальними можливостями. Повномасштабна атака на Кремль призводить до загибелі Черденко і Крюкова, а також знищення машини часу. Нарешті, імперія вторгається в Амстердам, де розташована штаб-квартира Альянсу, і Futuretech, компанії, відповідальної за більшу частину його технологічних досягнень. На межі поразки, доктор Зелінський застосовує прототип зброї Futuretech, що знищує майже все в місті. Проте, вцілілим імперським силам вдається знищити те, що залишилося від Альянсу і радянських військ. Таким чином, війна закінчується і командувач отримує звання Верховного Сьогуна.

## Актори
Радянський Союз
- Тім Каррі — прем'єр-міністр Анатолій Черденко
- Ендрю Дівофф — генерал Микола Крюков
- Петер Стормаре — доктор Григорій Зелінський
- Івана Миличевич — офіцер зв'язку Даша Федорович
- Джина Карано — снайпер Наташа Волкова
- Ванесса Бренч — командир Жанна Агонська
- Дмитро Дяченко — командир Олег Водник

Альянс
- Джонатан Сіммонс — Президент США Говард Акерман
- Джонатан Прайс — фельдмаршал Роберт Бінгем
- Дженні Маккарті — спеціальний агент Таня Адамс
- Джемма Аткінсон — лейтенант Єва Маккенна
- Отем Різер — лейтенант Лізетт Хенлі
- Ренді Кутюр — командир Воррен Фуллер
- Девід Гассельгофф — Віцепрезидент США

Японська імперія
- Джордж Такеї — Імператор Йосіро
- Келлі Ху — офіцер розвідки Сукі Тояма
- Рон Юань — кронпринц Татцу
- Джек Янг — командир Кендзі Тензай

## Оцінки
| Агрегатор    | Оцінка                                        |
| ------------ | --------------------------------------------- |
| GameRankings | PC: 81 % (46 reviews)                         |
| Metacritic   | PC: 81 % (38 reviews) X360: 77 % (15 reviews) |

| Видання                    | Оцінка     |
| -------------------------- | ---------- |
| 1Up.com                    | PC: A-     |
| Game Informer              | 8.75/10    |
| GamePro                    | PC:        |
| GameSpot                   | PC: 8/10   |
| GameSpy                    | PC:        |
| IGN                        | PC: 8.2/10 |
| PC Gamer (Велика Британія) | 88 %       |
| PC Gamer (США)             | 92%        |

| Видання     | Оцінка |
| ----------- | ------ |
| Домашний ПК | 4/5    |

Command & Conquer: Red Alert 3 отримала в більшості схвальні відгуки, зібравши 81/100 на агрегаторі Metacritic та 81 % на Game Rankings, особливо щодо кооперативної і багатокористувацької складової. Хоча гра не принесла багато, порівняно з двома попередниками, в основі маючи Red Alert 2, оглядачі не розглядали це як погану сторону.
IGN поставили грі 8.2 бали, що відповідає оцінці «Добре», з вердиктом: «Red Alert 3 виглядає наче розжована версія стратегії в реальному часі. Вона дурнувата і манірна, і також весела. Майте на увазі, що це просто знайома розвага, одна з тих, що майже не змінювалася протягом десятиліття існування».